# 福島奈央花
福島 奈央花（ふくしま なおか、1986年（昭和61年）12月27日 - ）は、舞台美術家、美術デザイナー。

## 略歴
1986年神奈川県生まれ。幼少期にクラシックバレエを踊っていたことから舞台空間に関心を寄せる。大学時代にNYに短期留学を何度か重ね、ブロードウェイダンスセンターに通いながら、ブロードウェイ作品を観劇する日々を送っていたことがきっかけで舞台美術家を志す。
多摩美術大学美術学部環境デザイン学科卒業後、舞台美術を大津英輔、乘峯雅寛に師事。2010年からフリーの舞台美術家として活動。
2017年から映画美術も開始。美術監督相馬直樹に師事。その後CM,MV,配信ドラマなどの美術デザイナー、美術監督として多岐に渡って活動。
2017年よりアフリカ、ルワンダ共和国最大の芸術祭「Ubumuntu Arts Festival」のステージデザイナーとして招聘。
2025年5月合同会社DRAPE設立。

## 主な 舞台作品
- BATIK『おたる鳥をよぶ準備』(2012)　ふじのくに⇄せかい演劇祭　美術コーディネート
- 『ACTRESS-Route55-』(2012/堤幸彦･演出　戸田恵子主演)、青山円形劇場
- フェスティバル/トーキョー12 ジャン・ミシェル・ブリュイエール／LFKs『たった一人の中庭』美術コーディネート
- フェスティバル/トーキョー12 『女司祭―危機三部作・第三部』美術コーディネート[1]、東京芸術劇場シアターイースト
- 日韓共同制作『THE TUNNEL』( 山田裕幸,パク・ヨンホン 作•演出 )[2]座・高円寺1
- フェスティバル/トーキョー13 リミニ•プロトコル『100% TOKYO』(2013) 美術コーディネート、東京芸術劇場プレイハウス
- 『トラベルモード』(2014/佐野瑞樹・演出) 、紀伊国屋サザンシアター
- ユニークポイント『新しい等高線』(2014)
- 『八月の雹』（2014/中津留章仁作・演出）、新宿タイニイアリス[3]
- BATIK『落ち合っている』(2014)　 美術コーディネート、東京芸術劇場シアターイースト
- F/T15 アンジェリカ・リデル『地上に広がる大空』(2016年11月)[4] 美術コーディネート、東京芸術劇場プレイハウス
- 『いつかの膿』(2016/松本哲也作・演出  白川和子主演)、駅前劇場
- アフリカ・ルワンダ共和国　『Ubumuntu Arts  Festival 3rd Edition』(2017.7)  総合メインステージデザイン、Kigali Genocide Memorial Centre [5][6]
- ラ・セッテプロデュース『ギャングアワー』（2018.3/佐野大樹・演出) 赤坂RED/THEATER
- TRASHMASTERS vol.29『奇行遊戯』(2018.6/中津留章仁作・演出)  上野ストアハウス
- アフリカ・ルワンダ共和国　『Ubumuntu Arts  Festival 4th Edition』(2018.7)  総合メインステージデザイン、Kigali Genocide Memorial Centre [5]
- アフリカ・ルワンダ共和国　『クウィタ・イジナ -Kwita Izina2018』(2018.9)  ステージデザイン/製作
- 今泉力哉と玉田企画『街の下で』(2019.10)今泉力哉・玉田真也 作 ・ 演出)、こまばアゴラ劇場
- 『冒険者たちのホテル』(2019.12 佐野瑞樹演出)、俳優座劇場
- 岡本玲＋中山求一郎 二人芝居『ダニーと紺碧の海』(2020.1)、下北沢小劇場楽園
- WONKワンマンライブ　『WONK'S PLAYHOUSE』(2021.12)東京ドームシティホール
- 玉田企画「ヨン」（2022/玉田真也作・演出)東京芸術劇場シアターイースト
- アフリカ・ルワンダ共和国『Ubumuntu Arts  Festival 9th Edition』(2023.7)Main Stage design/Kigali Genocide Memorial Centre
- アフリカ・ルワンダ共和国『Ubumuntu Arts  Festival 10th Edition』(2024.7)Main Stage deseign/衣装デザイン Kigali Genocide Memorial Centre
- アフリカ・ルワンダ共和国『Ubumuntu Arts  Festival 11th Edition』(2025.7)Main Stage deseign/Kigali Genocide Memorial Centre
- パルコ・プロデュース2025「先生の背中〜ある映画監督の幻影的回想録〜」（2025/鈴木聡作・行定勲演出)PARCO劇場他

## 映画
- 『It girls : Anytime Smokin' Cigarette』(2017/小林達夫監督)   美術
  -  東京国際映画祭2017  SHINPA vol.6 in Tokyo International Film Festival
- 短編映画『ジェファソンの東』(2018/深田晃司監督)　美術
- 『一人の息子』（2018/谷健二監督)　美術
  - 【第32回高崎映画祭　-まちと映画-　招待作品】
- 『あの日々の話』(2018/玉田真也監督)　美術
  -  東京国際映画祭2018  日本映画スプラッシュ部門選出作品
- 『劇場』(2020／行定勲監督)   舞台美術
- 佐々木、イン、マイマイン(2020/内山拓也監督） 美術
- 韓国映画『ユンヒへ』(2019,2022 /イム・デヒョン監督） 美術
  -  釜山国際映画祭 クロージング作品
- 『そばかす』(2022/玉田真也監督)　美術
- 『BiSH presents PCR is PAiPAi CHiNCHiN ROCK'N'ROLL』（2022/行定勲監督）美術
- 『ひとりぼっちじゃない』(2023/伊藤ちひろ監督)　美術
- 『サイド バイ サイド 隣にいる人』(2023/伊藤ちひろ監督)　美術
- 『はざまに生きる、春』(2023/葛里華監督)　美術
- 『逃げきれた夢』(2023/二ノ宮隆太郎監督)　美術　第76回カンヌ国際映画祭ACID部門選出
- 『若武者』(2024/二ノ宮隆太郎監督)　美術
- 『若き見知らぬ者たち』(2024/内山拓也監督)　美術
- 『ぶぶ漬けどうどす』(2025/冨永昌敬監督)　美術

## ドラマ
- ドラマイズム 『滅相も無い』(2024/加藤拓也監督)　美術

- NHKドラマ 『オリバーな犬、Goshこのヤロウ2』(2025/オダギリジョー監督)　舞台美術

- Disney＋「スター」『フクロウと呼ばれた男』(2024/森義隆監督/石井裕也監督/松本優作監督)　美術監督

## MV
- charisma.com /『りぼん』(2017)

- King Gnu /『The hole』(2019)
- Uru /『あなたがいることで』(2020)
- AK-69 /『See You Again -Season 1-』

『I Don’t Wanna Know -Season』 『ハレルヤ -The Final Season-』(2020)
- Uru /『今 逢いに行く』(2020)
- 羊文学 /『砂漠のきみへ』(2020)
- センチミリメンタル /『僕らだけの主題歌』(2020)
- 崎山蒼志/『花火』(2020)
- にしな/『ダーリン』(2021)
- Indigo la End/『夜の恋は』(2021)
- ズーカラデル/『若者たち』(2021)
- Uru /『Love Song』(2021)
- SixTONES/『わたし』(2022)
- LiSA/『HELLO WORLD』(2024)
- Bankband/『カラ』(2025)

## スチール
- 『SWITCH Vol.41 No.3 特集 PERSONA 井口理の実像と虚像』Prop styling
- 乃木坂46/38thシングル『ネーブルオレンジ』CDジャケットアートワークSetDesign(2025)
- 乃木坂46/39thシングル『Same numbers』CDジャケットアートワークSetDesign(2025)

## CM
- サイクラーズ 「MOTTAINAI OBAKE」
- NTT Communications 「出会い編」「共創編」
- American Express  「SHOP SMALL編」
- 三井住友銀行「stera pack」
- Canon Offical    One Image.「一枚の写真から」-TOKYO2020
- NTT Communications「つないだ先にあるものを。」～ スマートシティ 篇/ ワークスタイル変革篇
- 花王ヘルシア「いまカラダこれカラダ篇」
- シオノギヘルスケア「リンデロンVs」
- ANA「～青空に、会いに。ジムにて篇～」
- Panasonic パルックLEDブランドムービー「しあわせを照らすあかり」
- 日本経済新聞社　日経電子版　「長谷川博己は商談中」篇 /「長谷川博己は商談後」篇
- NEC 「LAVIE」ブランドムービー「C'EST LAVIE」
- TOSHIBA  「有村架純の未来ラボ」量子暗号通信編/パワー半導体編
- シオノギヘルスケア「リンデロンVs」ローション新発売編
- AC JAPAN 日本骨髄バンク 「おかあさんも、治るかな。」
- SONY「Call of Duty : Modern Warfare ll」「応答セヨ、同胞タチ」篇
- GLOBAL WORK 「ウツクシルエットパンツは、まちがいない服。 春篇」
- 江崎グリコ ポッキー 「ポッキーって、楽器じゃん。」 アイナ・ジ・エンド篇／Alexandros編／CHO CO PA CO CHO CO QUIN QUIN編
- ジョージア/GEORGIA『ちょうどいいラテ。』篇『香りひろがる、心地よいコク。』篇
- アサヒビール株式会社「アサヒ食彩」「あけるってステキ」篇 /「あけるだけで」篇
- フォルクスワーゲン「T-Cross Life with AiNA THE END」篇
- GINZA DAIAMOND SHIRAISHI ブランドムービー「This is all」篇